# Plankemaj
Plankemaj (dansk) eller Plankemai (tysk) er en lille gyde i det centrale Flensborg. Gyden er en af de ældste gader i byen. Den er beliggende mellem Sønderfiskergade i vest og Sankt Hans Gade i nord. Oprindelig lå Plankemaj umiddelbart ved fjordens vandkant. Men efter at havnespidsen rykkede længere mod nord, mistede gyden forbindelsen til fjorden. Gaden kom derimod efterhånden til at danne grænsen mellem Sankt-Hans- og det yngre Sankt-Jørgens-kvarter. Sankt Hans er byens ældste bydel fra 1100-tallet. Sankt Jørgen derimod opstod først senere som kaptajnskvarter uden for bymuren på klostrerets grund. 
På en forhøjning syd for Plankemajen stod i middelalderen formodentlig den tidligere Damgård. Derom vidner endnu den lille paralleltløbende gade Ved Damgården. 
Gadenavnet er sammensat af planke og maj i betydning af eng. Gadenavnet henviser altså til en tidligere eng ved fjordens vandkant.